# Почаївська духовна семінарія
Почаївська Духовна Семінарія — духовний навчальний заклад УПЦ (МП), що здійснює підготовку священнослужителів. Знаходиться на території Почаївської лаври.

## Історія

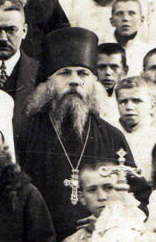
Архімандрит Дамаскін (Малюта)

У 1925 році на території Почаївської лаври за активної підтримки її намісника архімандрита Дамаскіна (Малюти) була заснована монастирська богословська школа з трирічним курсом навчанням, у якій спочатку навчалися послушники і ченці Почаївської лаври. У 1934 році за ініціативи предстоятеля Польської Православної Церкви митрополита Діонісія (Валединського) школа була перетворена у «Православну Чернечо-богословську школу імені преподобного Іова Почаївського при Почаївській лаврі». Щодо створення школи митрополит Діонісій пояснив, що: «зважаючи на значний притік православного народу у святкові дні у Почаєві необхідно, щоб прихожани в храмі мали можливість вознести молитву, могли б чути живе слово пастиря духовного про правду і віру Христову. Для цієї мети необхідно богословські науки поставити в школі по можливості на високому рівні. Вивчення світських наук, розширюючи розумовий кругозір учнів, сприяє до інтенсивнішого сприйняття наук богословських». Також, намагання дати быльшу освыченысть монахам зумовлювало выдвыдування лаври багатьох наукових і шкільних екскурсій. Дану школу очолював намісник монастиря архімандрит Дамаскін. Його замісником був архімандрит Веніамін (Новіцький). У школі освіту здобували монахи, іноки та послушники. Навчання було розраховане на 6 років. Перші 2 роки присвячувалися вивченню загальноосвітніх наук, а останні 4 — вивченню богословських наук. Навчальний рік тривав 8 місяців — з 1 жовтня по 31 травня. В основному заняття проводилися у вечірній час (по три години на день), бо в школі вчилися здебільшого лаврські монахи та послушники, які були зайняті послушаннями. Протягом тижня у кожному класі проходило 12 уроків, кожен з яких урок тривав 1 годину. Серед предметів були: Священна історія Старого і Нового Завіту, коротка Церковна історія, Аскетика, Віровчення, Моральне богословіє, Патрологія (коротка), Викриття сектантства та унії, Історія Лаври і Польська мова. Навчання велося на високому рівні і користувалося популярністю серед насельників монастиря (були випадки, коли заняття відвідували 80-річні монахи). Це позитивно вплинуло на лаврську братію, яка стала більш освіченою. У 1939 році за підтримки Волинської духовної семінарії чернеча школа випустила перших випускників, але з початком Другої світової війни семінарія була закрита польською владою. Під час німецько-радянської війни школа відновила свою діяльність. У монастирі були організовані пастирські курси, які, незважаючи на воєнний час, успішно діяли і готували священнослужителів. Після окупації Волині СРСР навчальний заклад припинив існування, а у його будівлі у 1960-х розташувався музей атеїзму.

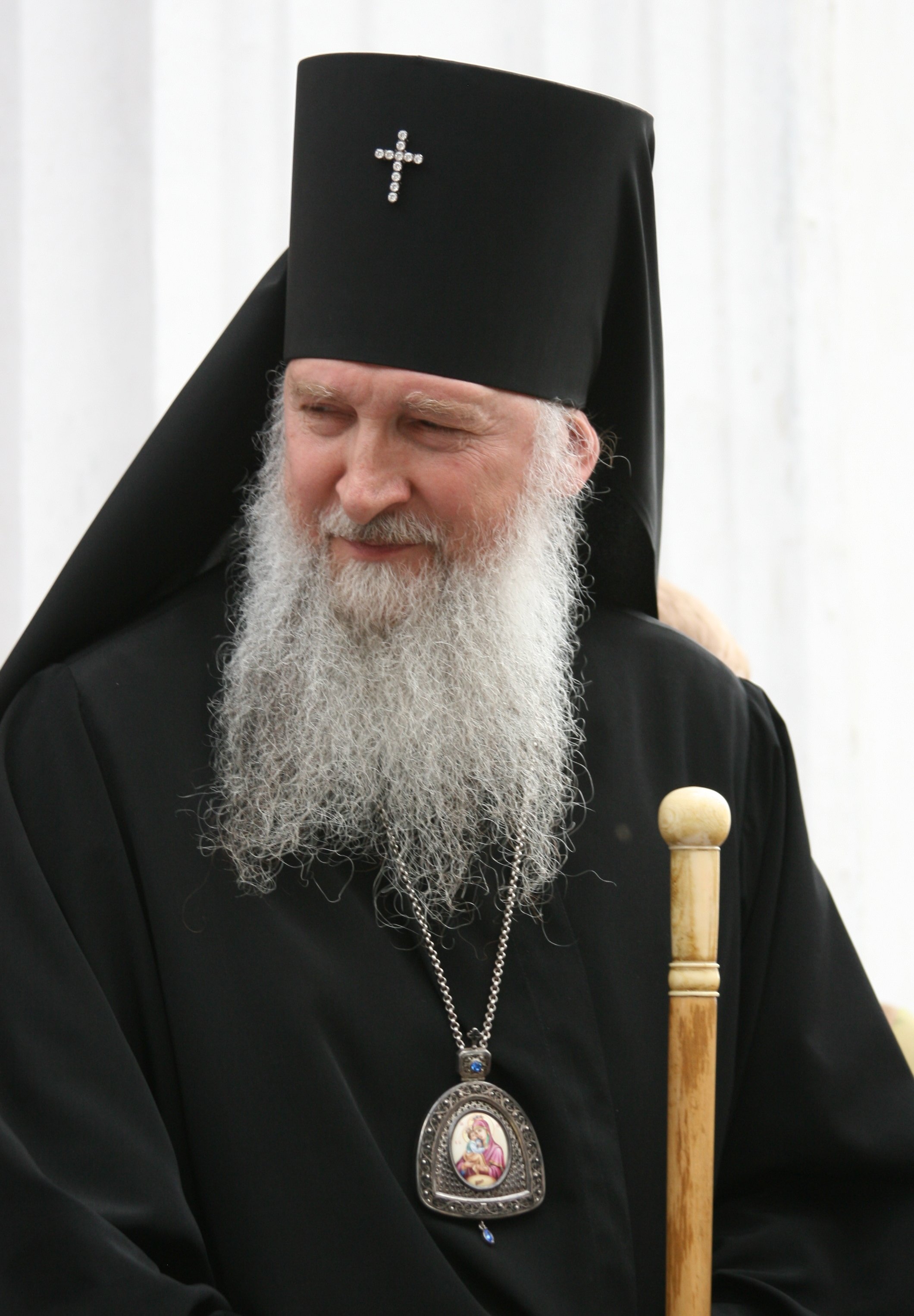
Феодор Гаюн

У січні 1991 року у Почаївській лаврі були відновлені пастирські курси. Для цього звільнили приміщення колишнього музею атеїзму, а пастирські курси перетворили в Духовне училище з регентським класом. У 1992 році регентський клас перевели у Кременець, у будівлю, де раніше знаходилося Волинське єпархіальне жіноче училище. 4 квітня 1994 року постановою синоду РПЦвУ духовне училище у Почаєві отримало статус семінарії. Першим ректором був призначений єпископ Феодор Гаюн.
У тому ж 1994 році семінарія випустила перших випускників у кількості 18 чоловік. У 1997 році ректором семінарії став викладач Одеської Духовної Семінарії архімандрит Нафанаїл (Крикота). До 1997 року в семінарії загалом налічувалося близько 80 студентів і 18 викладачів. 19 травня 1998 року рішенням Священного Синоду УПЦ при семінарії був відкритий сектор заочного навчання. У травні 1999 року випускники Сергій Сторчевой та Ігор Юрша подали прохання ректорові на розгляд про постриження усіх вихованців 4-го класу в перший ступінь священства — читці. Прохання було задоволене, і в 1999 році у семінарії відбувся перший випуск вихованців-читців. Ця традиція триває і до сьогодення. У 2004 році у семінарії почалося будівництво храму на честь преподобних Іова та Амфілохія Почаївських. 8 вересня 2007 року храм був освячений і з того часу у ньому постійно здійснюються богослужіння. 5 серпня 2016 року ректора семінарії архімандрита Нафанаїла (Крикоту) хіротонісали у єпископа Шумського (вікарія Тернопільської єпархії). 29 січня 2016 року Священний Синод призначив єпископа Нафанаїла вікарієм Волинської єпархії з титулом Камінь-Каширський і звільнив його від ректорських обов'язків. Новим ректором було обрано єпископа Серафима (Залізницького) із титулом Шумського єпископа.

## Ректори

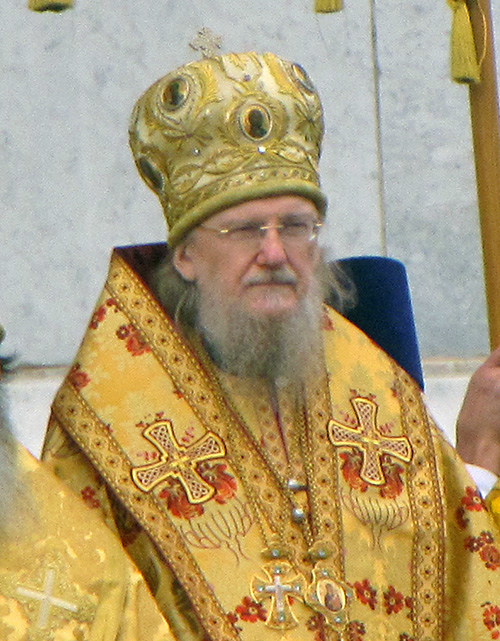
Ректор єпископ Серафим Залізницький)

1. Єпископ Феодор (Гаюн) (8 грудня 1992 року — 15 квітня 1997 року)
2. Єпископ Нафанаїл (Крикота) (15 квітня 1997 року — 29 січня 2016 року)
3. Єпископ Серафим (Залізницький) (29 січня 2016 року — 25 вересня 2018 року)
4. Єпископ Йов (Смакоуз) (з 25 вересня 2018)[5]

## Архітектура
Будинок семінарії побудований із цегли асиметрично у стилі еклектики і є триповерховим прямокутником (35 м х 17м). У північній частині будівлі на високому рустованому цоколі є прибудова. Будинок семінарії оперізує з трьох сторін замкнений одноповерховий келійний корпус під мансардним дахом. Віконні прорізи за формою є прямокутні, витягнуті арочні та кругові плоскі. Міжярусні карнизи оформлені зубчасто. У споруді поєднані світськість (класичний стиль оформлення з давньослов'янськими мотивами), сакральність (купол у східній частині вальмового даху) та асиметричність елементів декору.